# Nayar-Tempelschwert
Das Nayar-Tempelschwert ist ein Schwert aus Indien.

## Beschreibung
Das Nayar-Tempelschwert hat eine gerade, am Ort gebogene, zweischneidige Klinge. Die Klinge wird vom Heft breiter und ist im vorderen Bereich sichelförmig gebogen. Der Ort ist abgerundet oder spitz gearbeitet. Auf der Klinge ist meist eine verzierte Zwinge aus Messing angebracht, die zur besseren Befestigung von Klinge und Heft dient. An der Klinge und am Heft sind oft Bohrungen angebracht die zur Befestigung von kleinen Glöckchen dienen. Bei den meisten Exemplaren sind diese Glöckchen nicht mehr erhalten. Das Heft besteht oft aus Metall und ist in der Art des Khanda oder anderer gebräuchlicher, indischer Heftformen gestaltet. Der Knauf ist scheibenförmig. Das Schwert wird fast ausschließlich für religiöse oder zeremonielle Zwecke benutzt, obwohl es von der Machart her voll kampffähig ist. Das Nayar-Tempelschwert wird von der Kaste der Nayar in Indien benutzt.